# Pfahlsitzen
Pfahlsitzen (auch „Pfahlhocken“) bezeichnet das Sitzen auf dem oberen Ende eines im Boden steckenden Pfahls oder auf einer kleinen Plattform für einen längeren Zeitraum.

## Geschichte

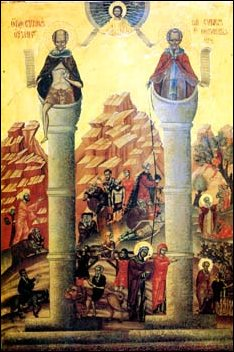
Säulenheiliger Symeon Stylites der Ältere

Das Pfahlsitzen geht zurück auf die sogenannten Säulenheiligen, die ein asketisches Leben auf Säulen führten. Der erste und bekannteste christliche Pfahlsitzer war Symeon Stylites der Ältere aus der Nähe von Antiochia in der heutigen Türkei, der 37 Jahre auf einer Säule verbracht hat.
Das Sitzen auf Fahnenstangen war eine Modeerscheinung in den 1920er Jahren. Sie begann, als Alvin Kelly der Aufforderung eines Freundes folgte und im ersten Versuch 13 Stunden und 13 Minuten auf einer Fahnenstange verbrachte. Nachdem Nacheiferer seinen Rekord auf bis zu 21 Tage überboten hatten, holte Kelly ihn 1929 mit 49 Tagen zurück. Mit der Weltwirtschaftskrise verschwand auch das Sitzen auf Fahnenstangen wieder aus der Öffentlichkeit.

## Weltmeisterschaft im Pfahlsitzen
Die „Weltmeisterschaft im Pfahlsitzen“ fand von 1997 bis 2003 jährlich im Heide-Park in Soltau statt und entstand aus einem Werbe-Gag zur Eröffnung des Holländischen Parkteils. Zur Vereinheitlichung der Veranstaltung und zur Anerkennung durch Guinness wurden verschiedene Regeln aufgestellt, die die Gestalt des Pfahls, die erlaubte Ausrüstung sowie den Ablauf des Wettkampfes betreffen.
Bei dieser Veranstaltung wurde 2002 auch der aktuelle vom Guinness-Buch der Rekorde anerkannte Weltrekord durch den Polen Daniel Baraniuk aus Danzig aufgestellt, der 196 Tage auf dem Pfahl verbrachte.

### Regeln
Jeder Teilnehmer erhält als Ausrüstung seines Pfahles einen Schirm, eine Leselampe, einen Aschenbecher sowie ein Telefonguthaben von 50 €. Der Teilnehmer sitzt auf einer 0,25 m² großen Plattform eines ca. 2,5 m hohen Pfahls, Veränderungen und weitere „Installationen“ am Pfahl sind verboten. Es darf allerdings von jedem Teilnehmer ein Kissen zum Ablegen des Kopfes auf die Oberschenkel mitgebracht werden sowie eine Decke für die Beine. Unterhaltungsmedien und Ähnliches sind teilweise zugelassen.

### Ablauf des Wettkampfs
Nachdem jeder Teilnehmer seinen Platz auf dem Pfahl eingenommen hat, darf er sich nur noch zu den zehnminütigen Pausen, die alle zwei Stunden erlaubt sind, von seinem Platz erheben. Hat der letzte Teilnehmer seinen Pfahl verlassen oder ist nach einer Pause nicht mehr erschienen, so ist der Wettkampf beendet. Der Weltmeister-Titel wurde demjenigen verliehen, der die längste Zeit auf seinem Pfahl verbracht hat, was durch einen Sensor in der Sitzfläche gemessen wurde.

## Pfahlsitzen im Film
Das Pfahlsitzen wurde in dem Film Sportsmann des Jahrhunderts auch künstlerisch verarbeitet. In diesem Debütfilm des Regisseurs Mischa Alexander aus dem Jahr 2005 versucht der friesische Bauernsohn Taeke Jongsma 500 Tage auf einem Pfahl zu verbringen.